# Opetiosaurus
Opetiosaurus is een geslacht van uitgestorven mariene of semiaquatische hagedissen uit het Laat-Krijt, geclassificeerd als onderdeel van de familie Aigialosauridae binnen de Mosasauroidea. Uitsluitend gevonden in afzettingen van het Cenomanien in de buurt van Hvar in Kroatië, bevat het geslacht de enige geldige soort Opetiosaurus bucchichi.
Het geslacht werd gediagnosticeerd als congenetisch met Aigialosaurus door Dutchak en Caldwell (2009), opnieuw gediagnosticeerd als Aigialosaurus bucchichi en slechts gescheiden door enkele kleine anatomische verschillen tussen exemplaren van de twee soorten. Madzia & Cau (2017) laten zien dat de twee soorten niet noodzakelijk nauwer aan elkaar verwant zijn dan aan meer afgeleide mosasauroïden, wat niet alleen suggereert dat Opetiosaurus een geldig geslacht is, maar ook de geldigheid van de Aigialosauridae als een monofyletische groep in twijfel trekt.